# Zjodzina

Zjodzinas läge i Belarus.

Zjodzina (belarusiska: Жодзіна, officiellt även ryska: Жодино, Zjodino, tidigare polska: Żodzino, litauiska: Žodina), är en stad i Minsks voblast i nordvästra Belarus. 63 888 invånare (2016).